# Роше, Луи
Луи Элеонор Роше (фр. Louis Rochet; 24 августа 1813[…], Париж — 19 января 1878, Париж) — французский скульптор.

## Биография
Уроженец Парижа, сын ремесленника. Старший брат малоизвестного скульптора Шарля Роше (1815—1900), с которым неоднократно работал совместно.
Образование Луи Роше получил в Высшей школе изящных искусств Парижа под руководством Давида д’Анже. С 1838 года выставлялся на Парижском салоне. Получил медали 3-й степени на Салоне 1841 года и на Всемирной выставке 1855 года (первой Парижской). В 1856 году был награждён орденом Почётного легиона.
Луи Роше известен прежде всего как автор великолепных скульптурных памятников, в первую очередь конных. Лучшие памятники, созданные Роше, отличает нестандартность композиций, тщательность в проработке деталей. Поставленные на сложные постаменты, украшенные дополнительно рельефами или скульптурами, памятники за авторством Роше представляют собой одну из вершин развития французской скульптуры дороденовского времени.

## Галерея

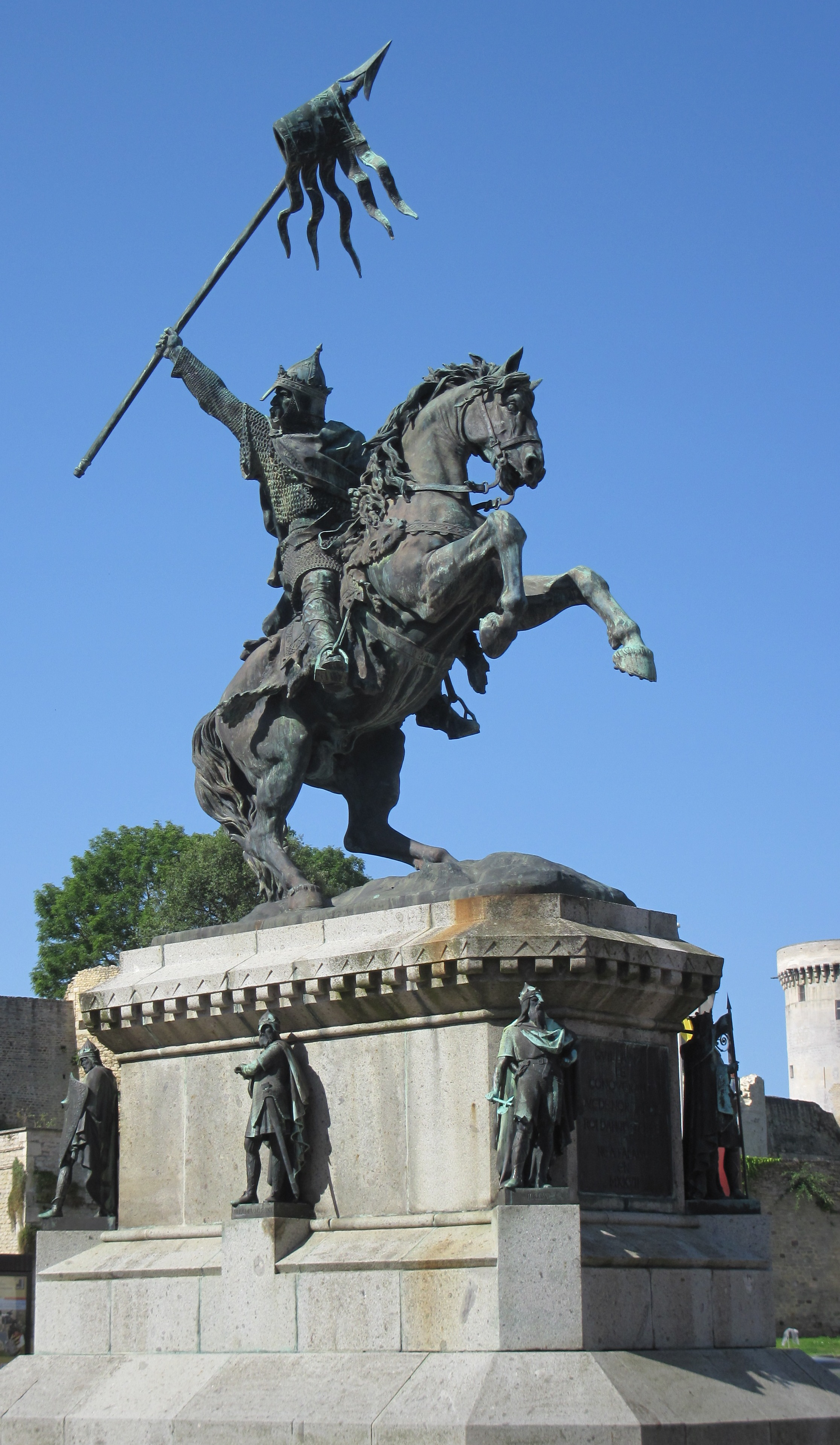
Памятник королю Англии Вильгельму Завоевателю на его родине в Фалезе, Нормандия
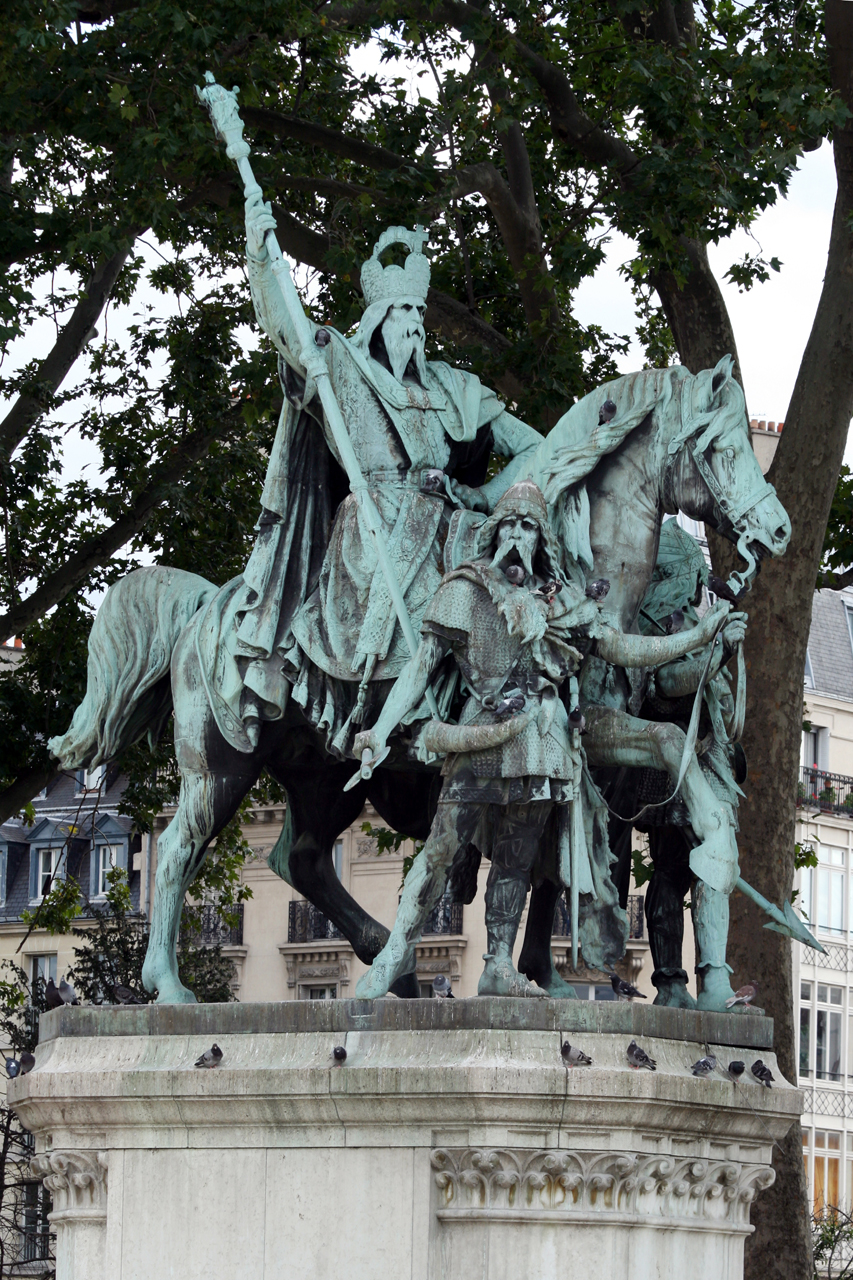
Памятник Карлу Великому (Шарлеманю) и его рыцарям — Роланду и Оливье. Париж, остров Сите (перед Собором Парижской Богоматери)
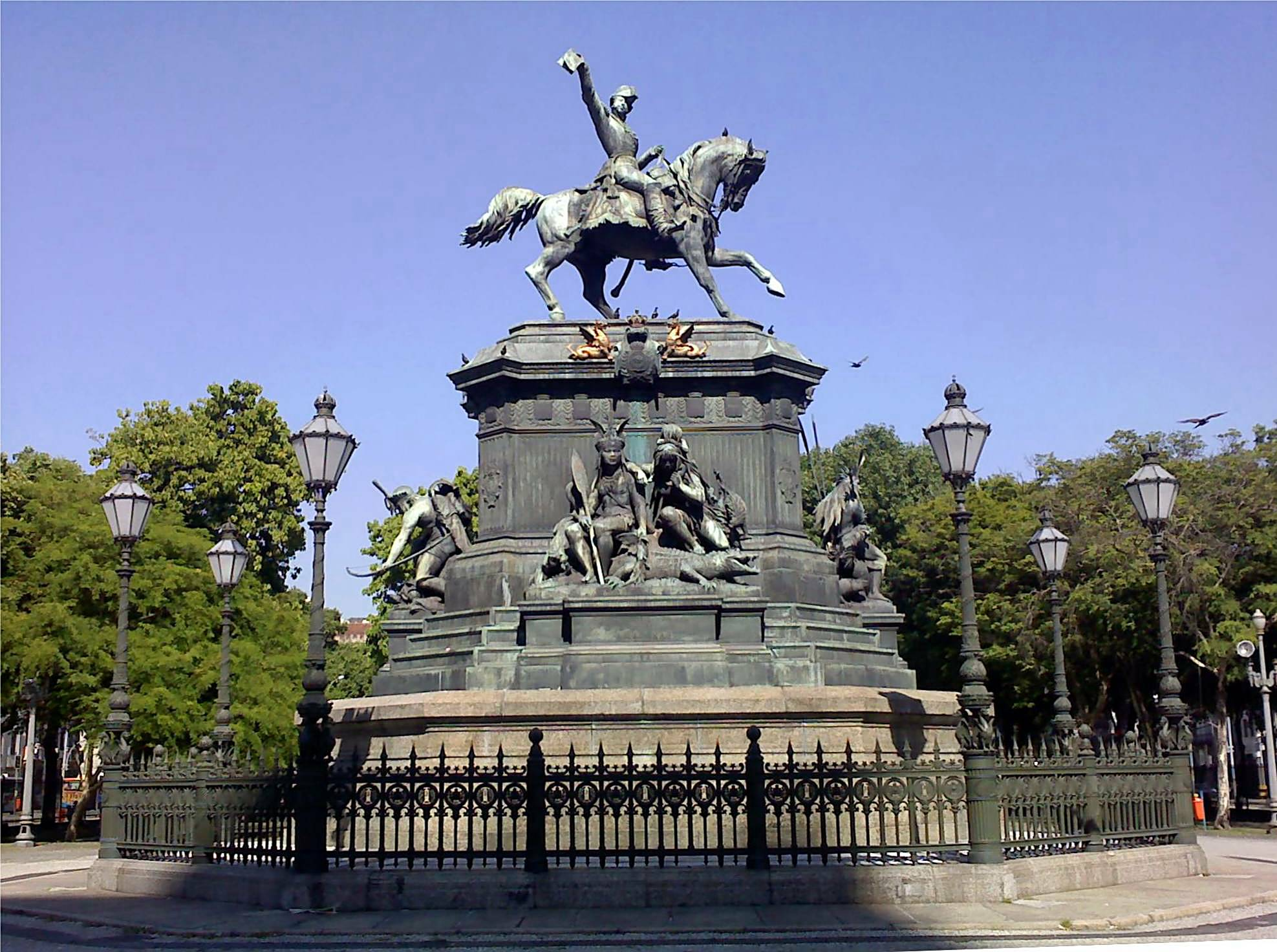
Памятник Педру I, императору Бразилии в Рио-де-Жанейро
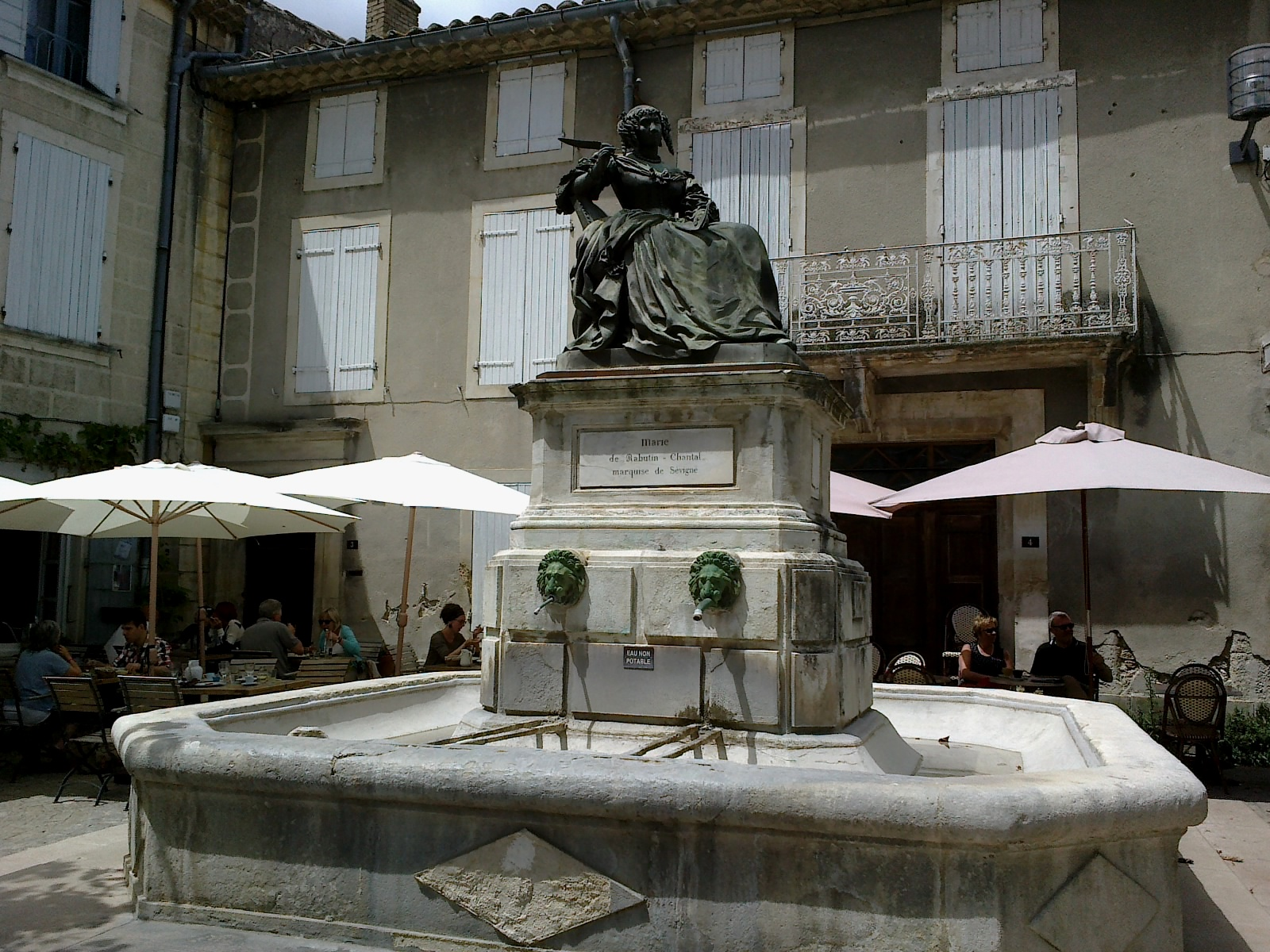
Фонтан-памятник писательнице XVII века Мадам де Севинье в Гриньяне, где находился замок её дочери
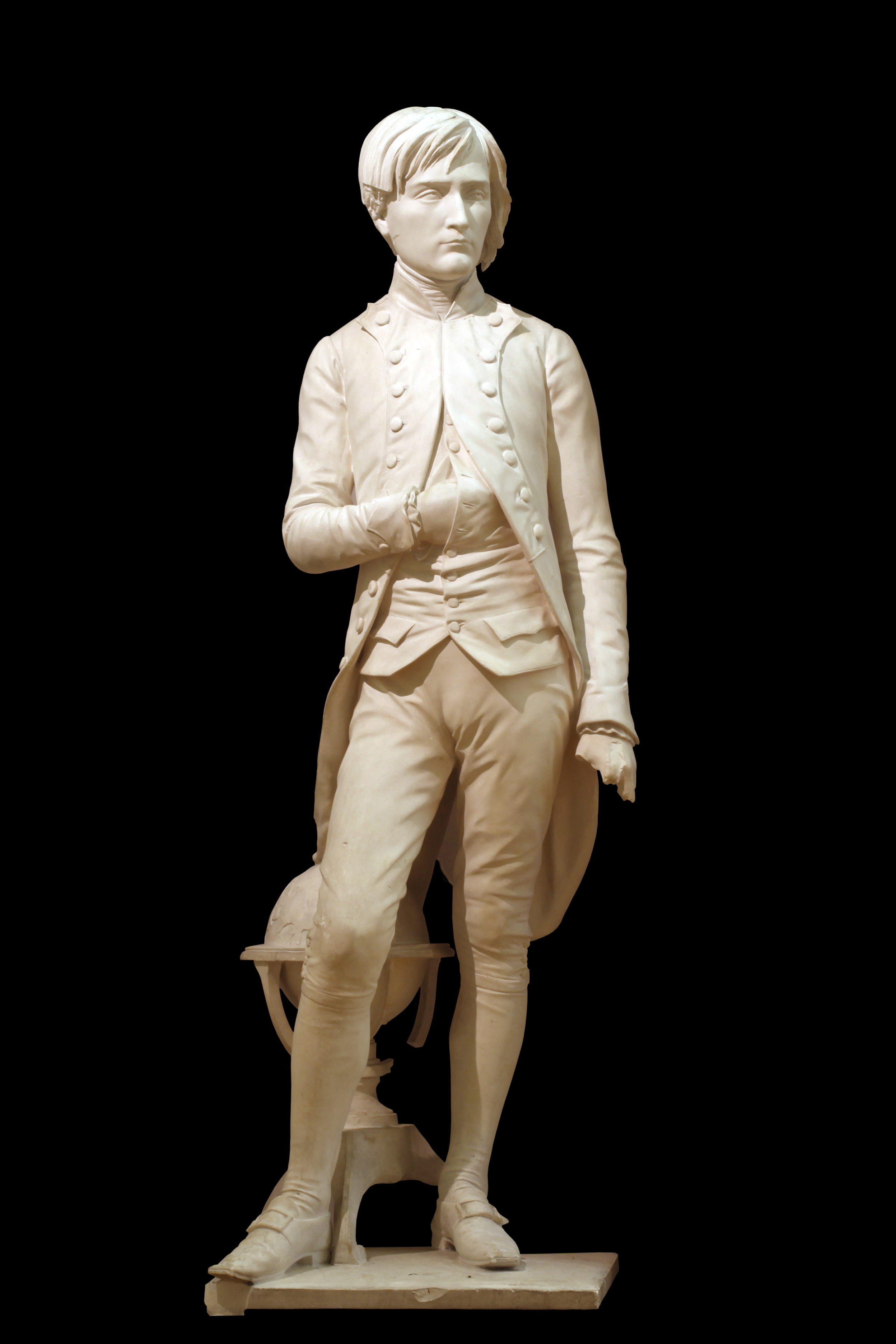
Наполеон Бонапарт в подростковом возрасте
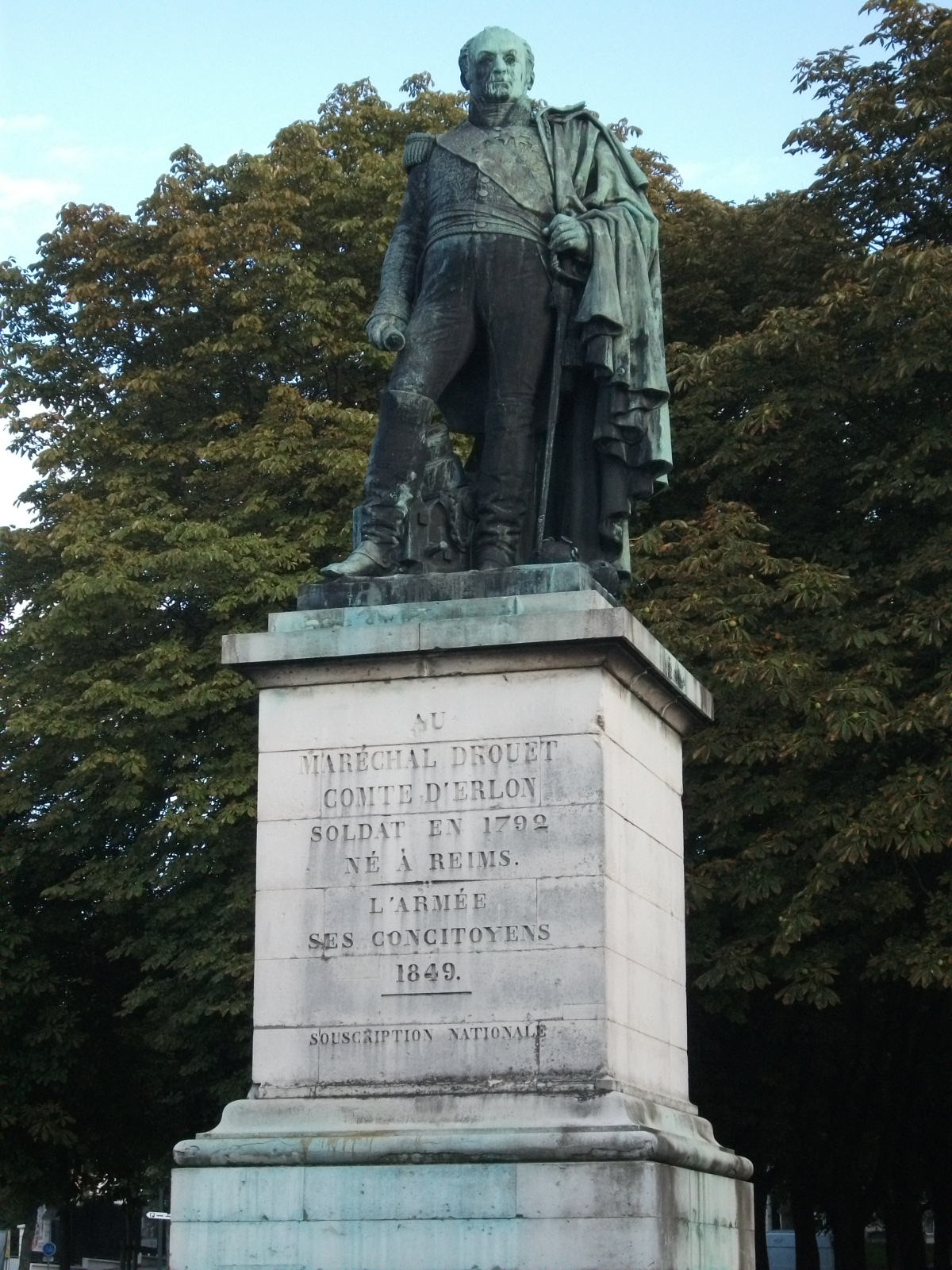
Памятник герою битвы при Ватерлоо, соратнику Мишеля Нея, маршалу Франции Друэ д’Эрлону в Реймсе
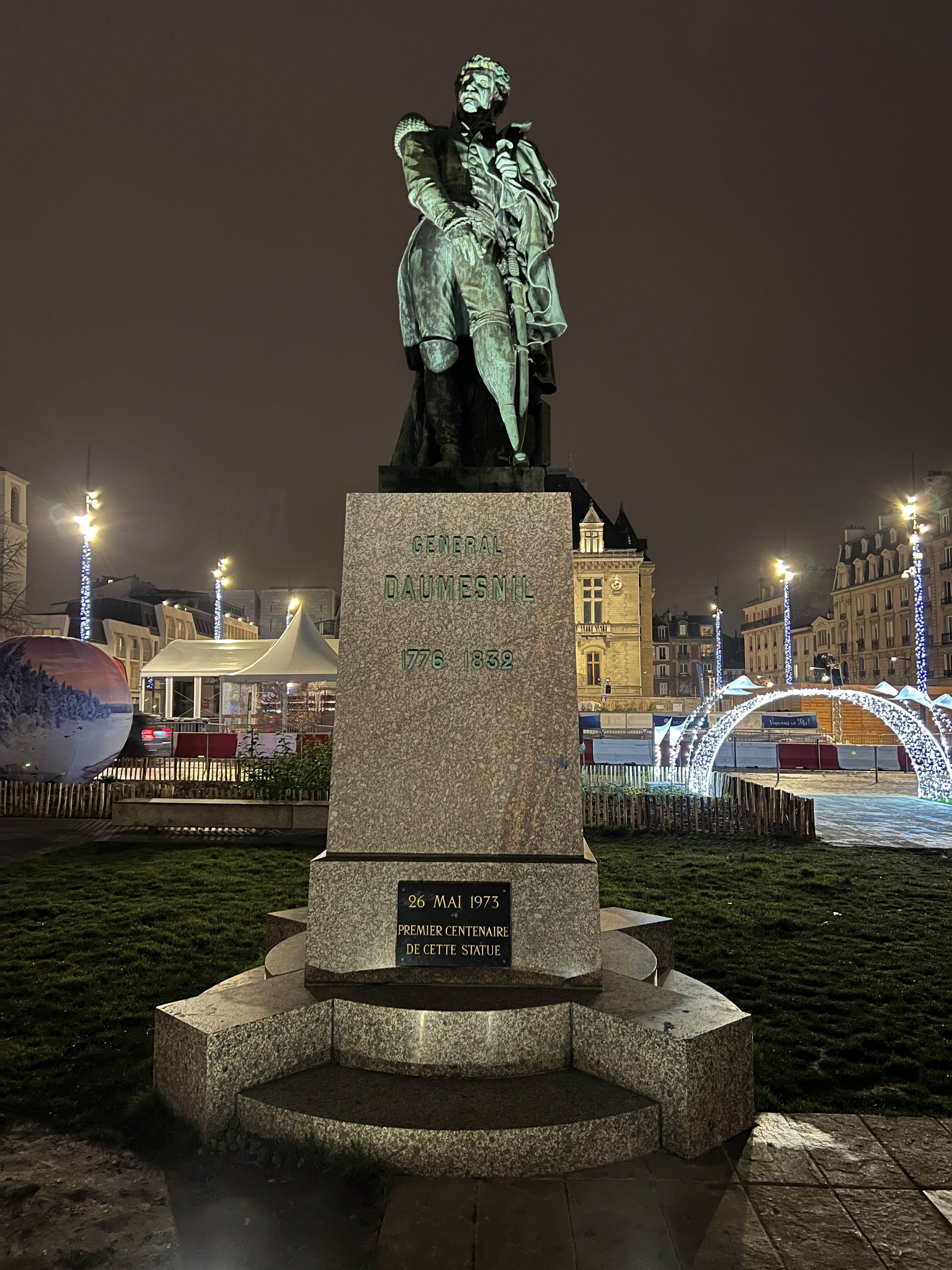
Памятник национальному герою Франции генералу Доменилю в Венсенне